# Adriaen van der Werff
Adriaen van der Werff (ejtése: [adrián fan der verf]) (Kralinger Ambacht, ma Kralingen, 1659. január 21. – Rotterdam, 1722. november 12.); kiváló holland klasszicista festő és építész volt. Az úgynevezett holland aranykor idején alkotó művészről Arnold Houbraken, holland festő és író 1718-ban azt írta, hogy „Van der Werff vitathatatlanul a kor legnagyobb holland festője. Európai hírnevét leginkább bibliai, erotikus, mitológiai témájú képeivel és portréival érte el.” Finom festészeti stílusát az öreg kontinens legtöbb udvarában magasan jegyezték. Legfőbb tanítványa és egyúttal legjelentősebb segédje öccse, Pieter van der Werff volt.

## Élete
Adriaen van der Werff egy tehetős molnár gyermeke volt a Rotterdamhoz közel fekvő Kralinger Ambachtban. Családjában elsősorban anyja nem nézte jó szemmel, hogy Adriaen a festészet iránt érdeklődik. Ennek ellenére Adriaen van der Werff tízévesen, 1669-ben Rotterdamba ment, és ott C. Picolet mester festőiskolájában kezdett el tanulni. Két évvel később, 1671-ben állt be Eglon Hendrick van der Neer műhelyébe, és itt ruhák és szövetek megfestésére specializálódott. 1676-ban önálló műhelyt nyitott Rotterdamban. 1687-ben feleségül vette Margaret Rees-t, egy dordrechti árvalányt. 1691-ben a Lukács festőcéh vezetője lett. 1692-ben házat vásárolt a rotterdami Delftse Vaart-csatorna mentén.
Festői karrierjében az igazi áttörést 1696 hozta, amikor János Vilmos pfalzi választófejedelem (1658–1716) látogatást tett nála második feleségével, Anna Maria Luisa de’ Medici (1667–1743) és anyjával  együtt. A fejedelem rajongott a holland festészetért, és két festményt rendelt tőle: saját portréját és a Salamon ítélete című képet, amelyeket apósának, III. Cosimo de’ Medicinek szánt.
wofür er zum Hofmaler des Kurfürsten ernannt und 1703 in den Ritterstand erhoben wurde.
János Vilmos választófejedelem nagyon meg volt elégedve Van der Werff munkájával, hamarosan udvari festőjévé tette, amely azt jelentette, hogy Adriaen egy évből hat hónapot töltött a műhelyében dolgozva. Legalább hétszer utazott Düsseldorfba, amelyből kétszer  Rotterdam egyik befolyásos vezetőjének, Nicholaas Flincknek a társaságában, aki felesége egykori gyámja is volt. 1703-ban a választófejedelem nemesi rangra emelte Van der Werffet. Ekkor vette át korábbi mesterének, Van der Neernek a helyét a pfalzi udvar elsőszámú hivatalos festőjeként. Attól kezdve kilenc hónapot festett egy évben 6000 gulden éves jövedelmért, és a bőkezű János Vilmos minden egyes festménye után is busásan megjutalmazta. Van der Werff a 18. század elejére tehát korának egyik legtehetősebb művésze volt. 1705-ben festette meg Anna Maria Luisa hercegné öccsének, Gian Gastone de’ Medicinek, a Medici-házból való utolsó toszkánai nagyhercegnek portréját.
János Vilmos, pfalzi választófejedelem összesen 34 képet rendelt meg van der Werfftől, amelyeket külön teremben állított ki Rembrandt műveinek közvetlen szomszédságában. 1703-ban lovagi rangra emelte udvari festőjét. 1709-ben van der Werff találkozott Antal Ulrik braunschweig–wolfenbütteli fejedelemmel, majd egy évvel később II. (Erős) Ágost lengyel királlyal is, aki üres kézzel távozott a festő műhelyéből, mivel minden kép a választófejedelem megrendelésére készült.
Van der Werff legfőbb mecénásának, János Vilmos választófejedelemnek halála után a pfalzi trónt megöröklő III. Károly Fülöp 1716-ban minden művészt elbocsátott, mert kiürült a düsseldorfi kincstár. 1717-ben leányát, Mariát saját titkárához, Adriaan Brouwerhez adta nőül. A támogató nélkül maradt van der Werff megpróbálta eladni a pfalzi udvar számára elkezdett, de befejezetlen képeit. Igyekezete végül sikerrel járt, és a megrendelt portrét Jan Frans Douven kollekciójába adta el, aki a művet Düsseldorfba vitette. Ezt követően a művész keveset festett, kizárólag a reggeli órákban dolgozott. Vagyona és hírneve életének utolsó szakaszában is kitartott. Végül 1722. november 12-én hunyt el Rotterdamban.

## Művészete
Adriaen van der Werff festői karrierjének kezdetén, körülbelül 1680-ig, főleg kisméretű portrékat és zsánerképeket festett. Ebben a korszakban a festő még tanuló szakaszban volt, és ezekben az években igyekezett megtalálni saját stílusát és módszereit. Zsánerfestészetének felépítése, témaválasztása és stilisztikája is egyértelműen Gabriel Metsu, Willem van Mieris vagy Gerard ter Borch hatását tükrözik. Erre a legkiválóbb példát az Asztalnál ülő férfi és nő című képe nyújtja, amelyet 1678-ban készített, és ma a szentpétervári Ermitázs őrzi. 1680-tól kezdve festészete egyre inkább a klasszicizmus jegyeit tükrözi. Átveszi az úgynevezett finomfestők technikáját, amelyet nemcsak portrékon és zsánerképein alkalmazott, hanem ugyanezt a szigorú, kimért és nemes hangulatot ébresztő technikát használta bibliai és mitológiai témájú képein is. A körülbelül 1700-ig terjedő művészeti korszak tehát átmeneti korszak volt, amely a 18. század elején ért be. Ezeket a képeit már egyértelműen a klasszicista jegyek uralják. A kimért, elegáns stílus a fedetlen emberi testet az elefántcsont vagy a porcelán simaságával láttatja. Figuráinak arca nagyrészt kifejezéstelen és tökéletesen érzelemmentes volt, mégis korának egyik legnagyobb festőjeként tisztelték.
A finom eleganciájú képek hamar meghódították az európai arisztokráciát. Megrendelői között több uralkodó is szerepelt, és János Vilmos mellett Nagy Frigyes porosz király 20 festményt rendelt meg tőle, és XIV. Lajos, francia uralkodó is 6 képet tudhatott magáénak. Mindemellett a népszerű festmények ragyogása a 19. században erősen megkopott. Van der Werff művészete a viktoriánus korban túlságosan mesterkéltnek hatott, és Hollandiában a kritikusok úgy vélték, hogy Van der Werff meghazudtolta képein a hagyományos holland, naturalista alkotói felfogást. Ennek következtében a legtöbb festmény lekerült a nagy galériák és múzeumok falairól, és sokáig a pincékben várták sorsukat.
Noha Adriaen van der Werff munkássága mindenekelőtt a festészetben vált ismertté és kiemelkedővé, építészként is dolgozott. Főleg magánházak, paloták és kisebb állami épületek terveiben, díszítésében vállalt szerepet. Sander de Bruyn után ő lett Rotterdam városi építésze. Az ő keze munkáját dicséri a Haringvliet nevű rotterdami belső kikötőnegyed déli részén, a 34-36-os szám alatt található kúria épülete. 1721-ben ő vezette De Jonge van Ellemeet boompjesi házának felújítási munkálatait, és egy évvel később Van der Werff tervei alapján építették fel az árutőzsde épületét a központi Blaak utcája mentén. (Ez utóbbi épület 1940-ben összedőlt.)

## Galéria
Legtöbb festményét, szám szerint harmincat a müncheni Alte Pinaktothekban őrzik, de jelentős gyűjtemény található az amszterdami Rijksmuseum, a firenzei Uffizi Képtárban, a párizsi Louvre-ban, a szentpétervári Ermitázsban és a londoni National Gallery-ben is. Egy festménye, az 1689-ben befejezett Hölgy portréja című kép a budapesti Szépművészeti Múzeumban látható.

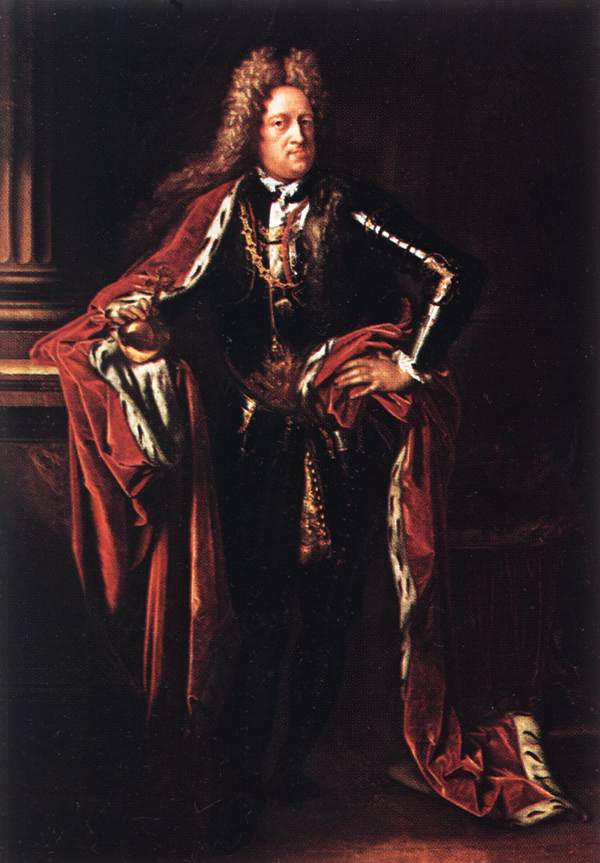
II. János Vilmos, pfalzi választófejedelem portréja
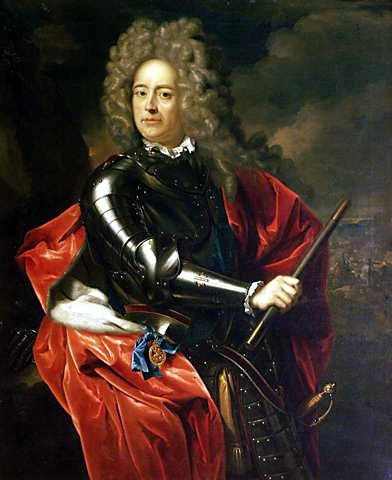
John Churchill portréja
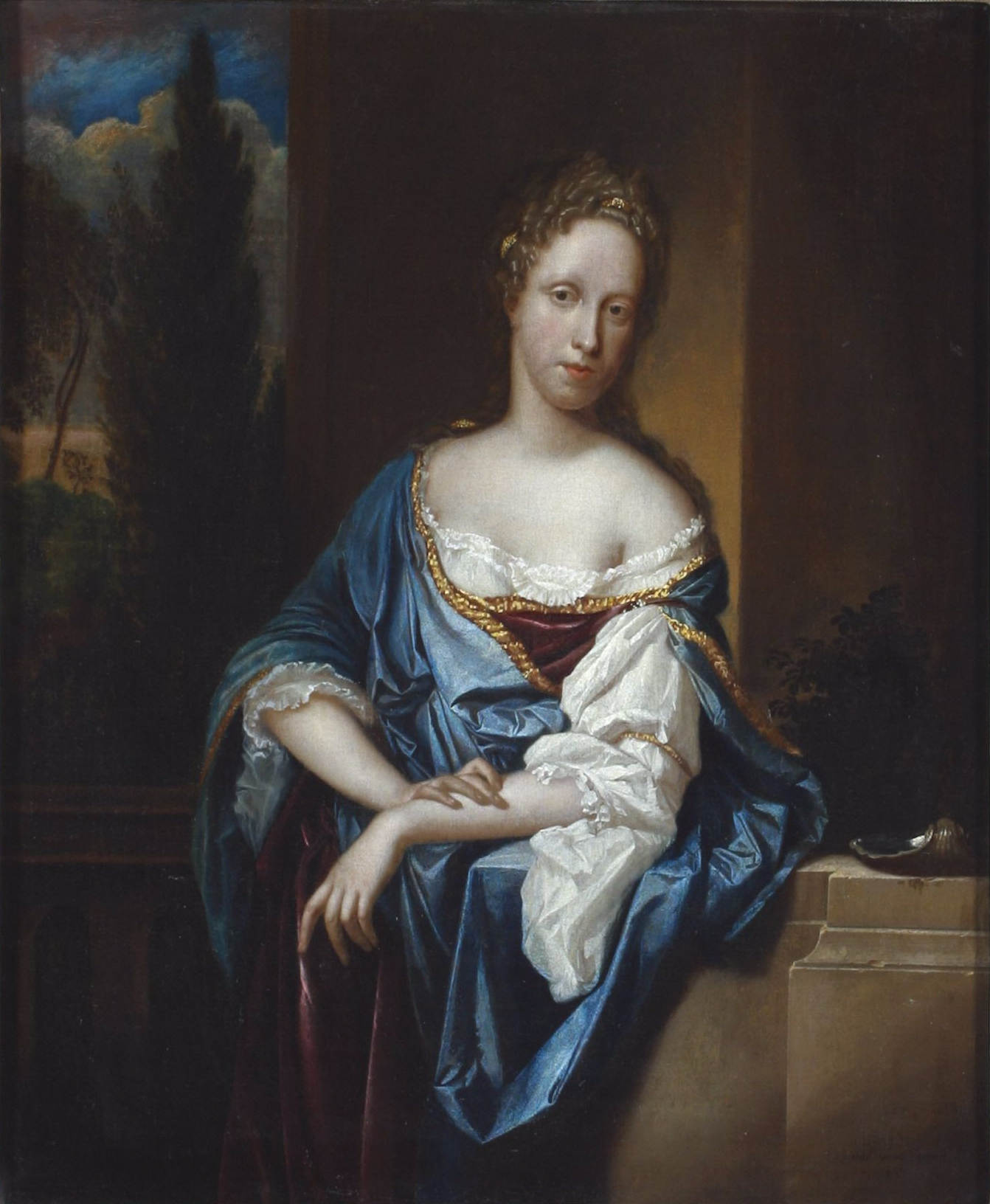
Hedvig Erzsébet, pfalzi grófné és lengyel hercegnő portréja
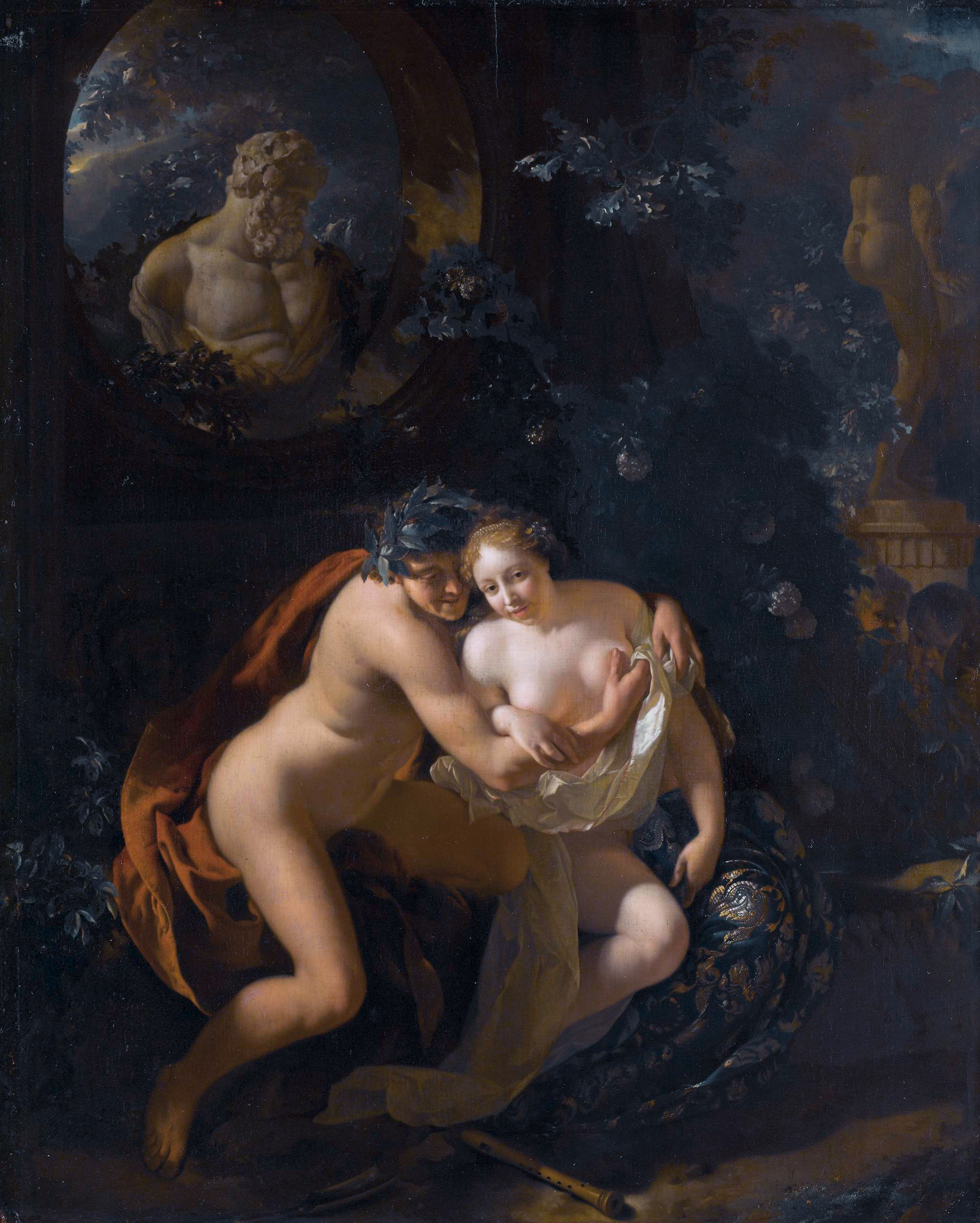
Szerelmes pár a parkban, akiket gyerekek lesnek meg
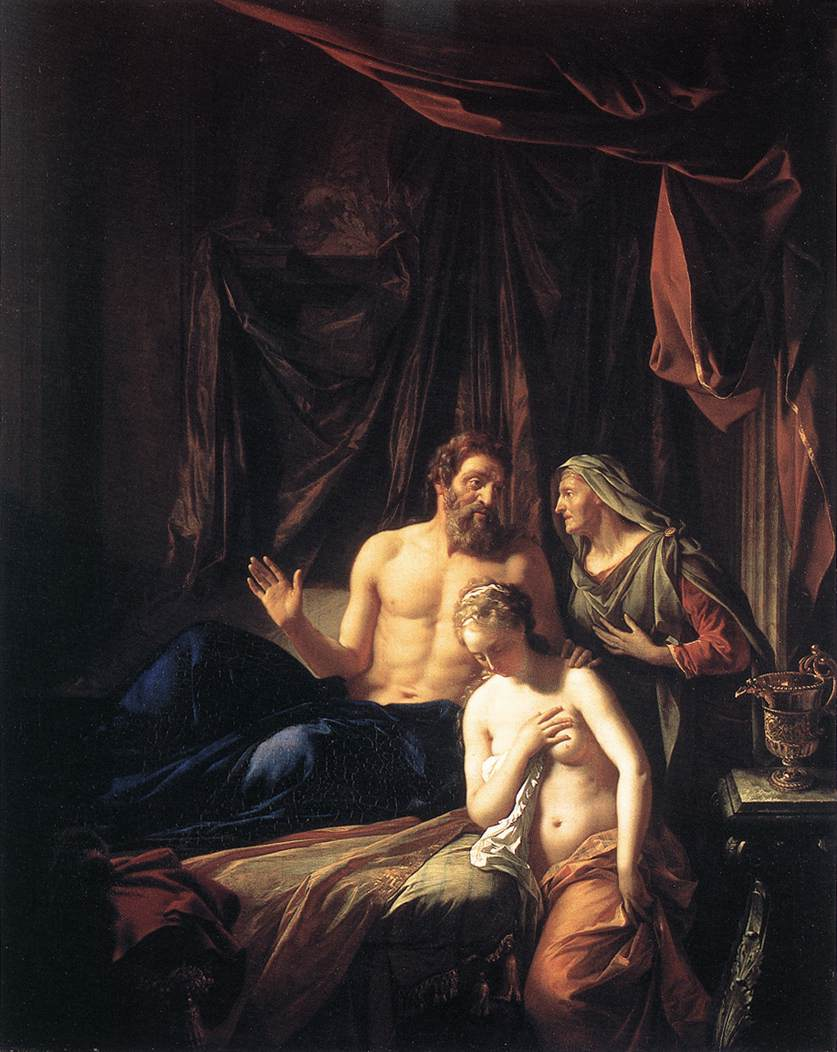
Sára bemutatja Hágárt Ábrahámnak
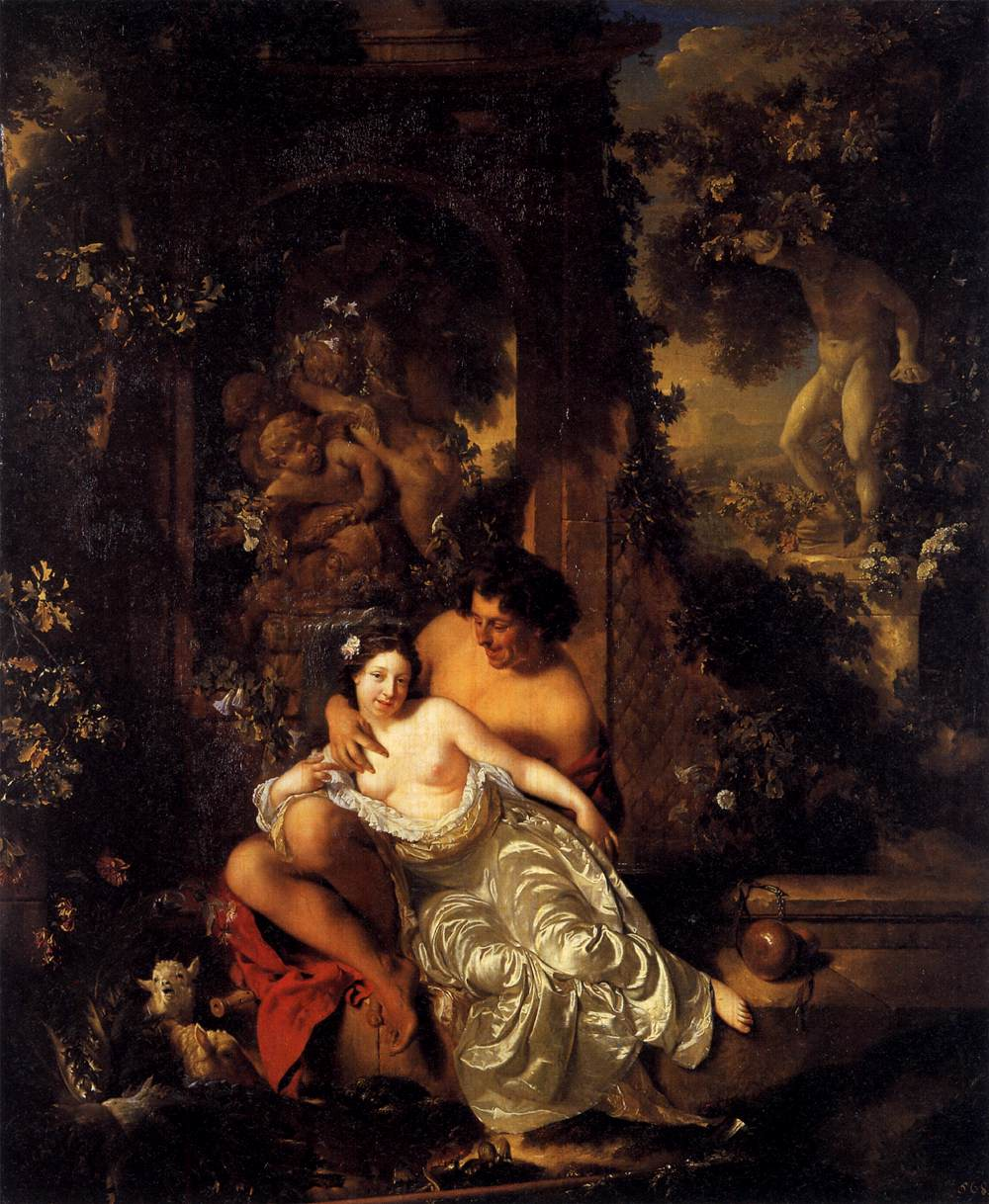
Pásztor és pásztorlány
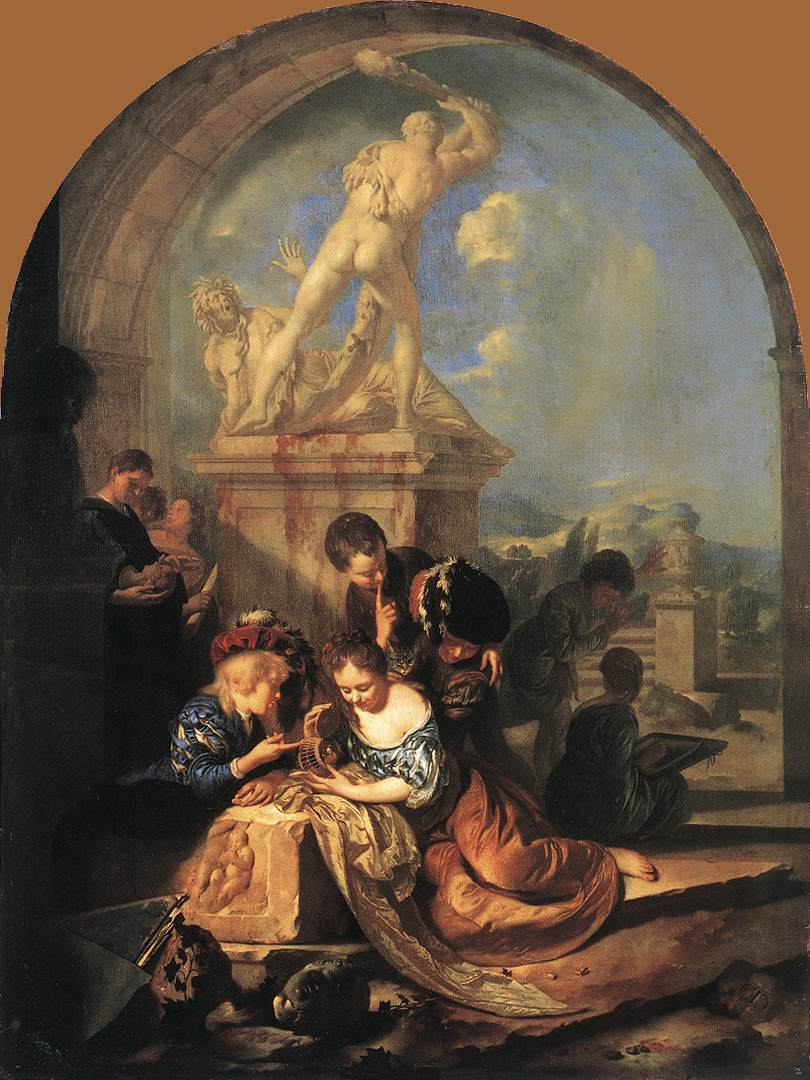
Herkules szobra előtt játszó gyerekek
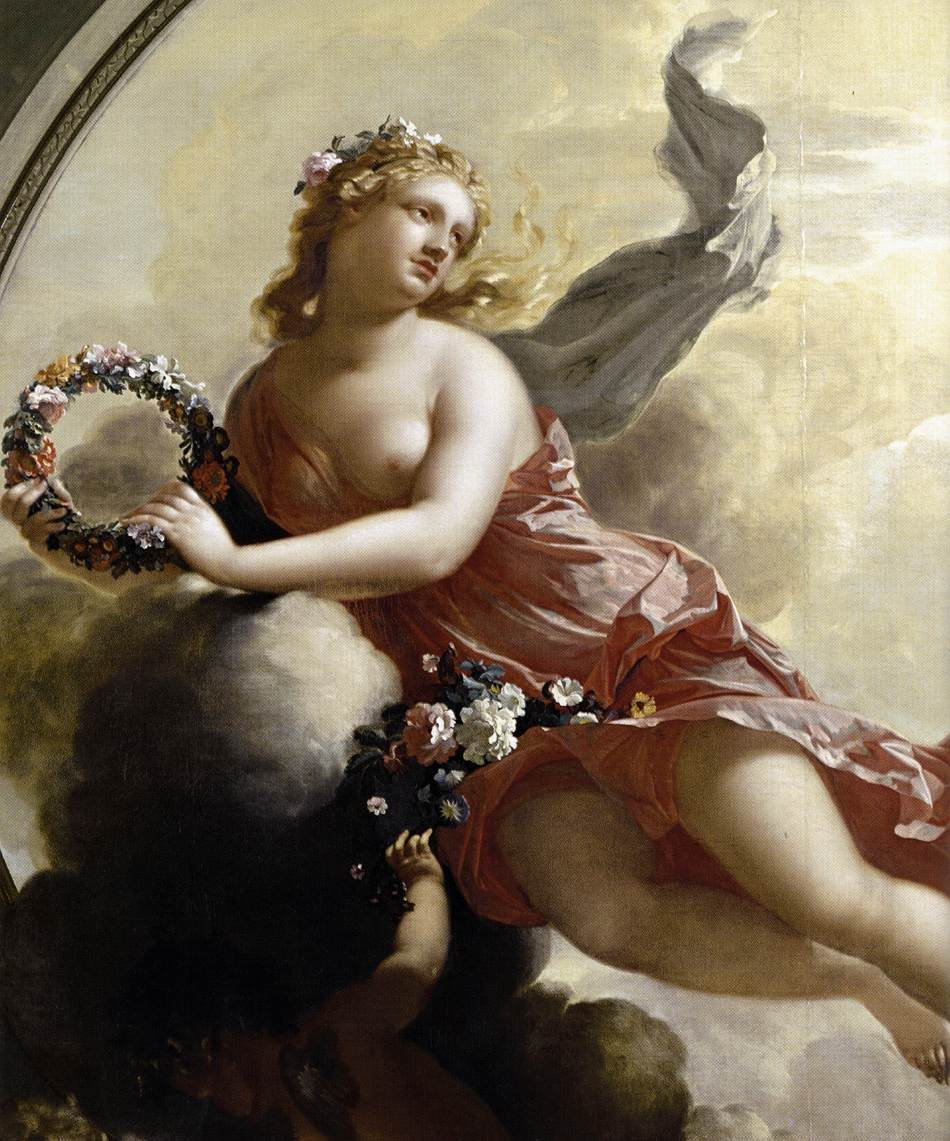
Flóra és a puttók virágfüzérekkel